# 程宏 (籃球運動員)
程宏，原名程宏寶，台灣前男子籃球運動員，祖籍浙江杭州，是台灣籃球兄弟檔程家七兄弟之一，曾短暫加入台灣早期籃壇勁旅飛駝籃球隊，當時與大哥程偉及三弟程官寶共同效力該隊，並在中日友誼賽代表飛駝隊上陣。此外，他也曾代表中華歸主隊訪美及出賽表演賽，也當過中華歸主隊隊長，自國立成功大學畢業後，曾任職於台灣一家電腦公司，日後赴美工作。
他的兒子程恩傑曾效力於中廣戰神及臺灣銀行籃球隊角逐超級籃球聯賽。